# Zagorje ob Savi
Zagorje ob Savi (Duits: Sagor of Seger an der Sau) is een zelfstandige gemeente in de Sloveense regio Zasavska en telt 17.067 inwoners (2002). De gelijknamige hoofdplaats telt 6893 inwoners (2002).

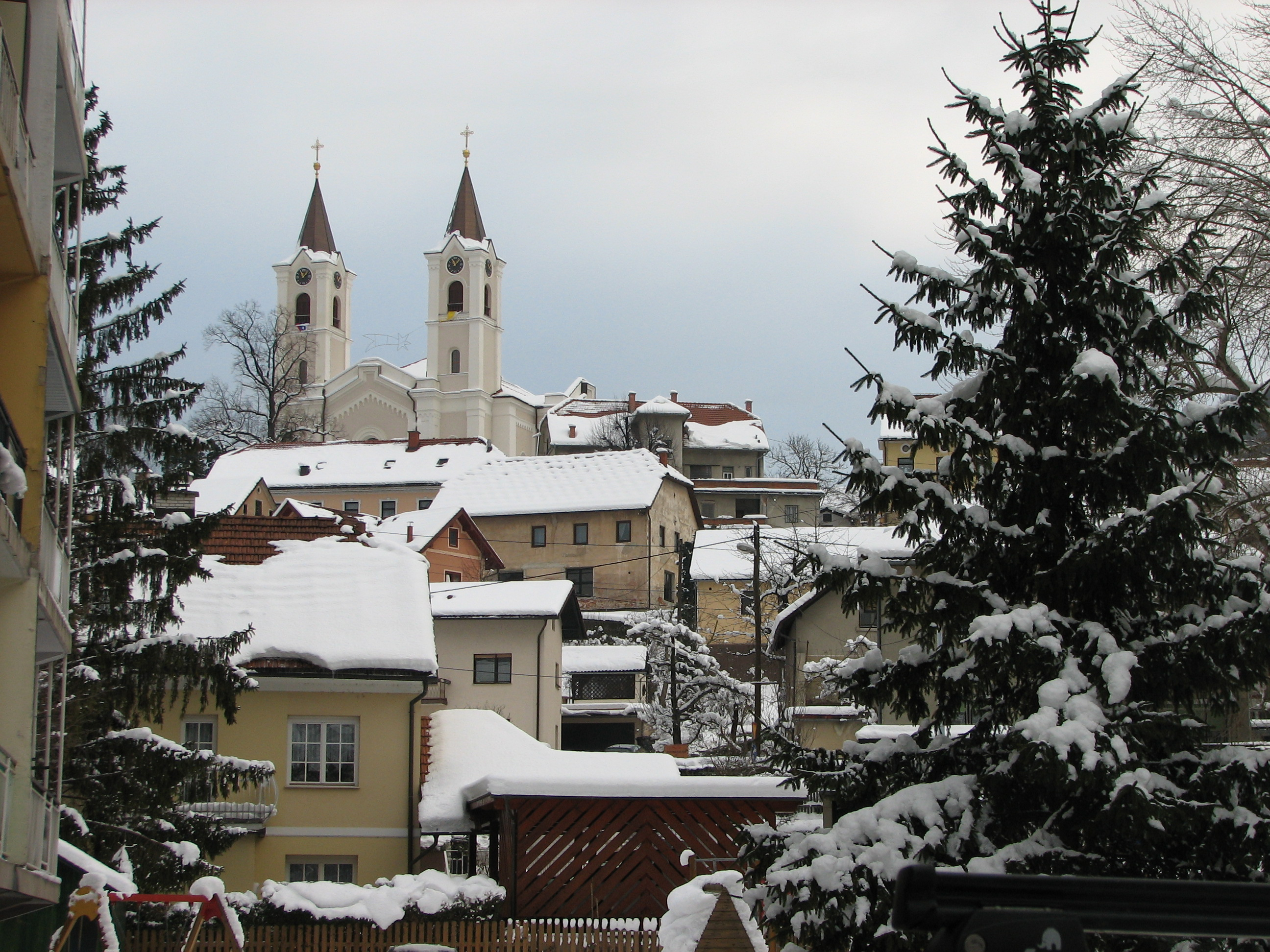
Zicht op de kerk van HH. Petrus en Paulus in Zagorje

Door de gemeente stroomt de Sava.

## Plaatsen in de gemeente
- Blodnik
- Borje pri Mlinšah
- Borje
- Borovak pri Podkumu
- Brezje
- Breznik
- Briše
- Dobrljevo
- Dolenja vas
- Dolgo Brdo pri Mlinšah
- Družina
- Čemšenik
- Čolnišče
- Golče
- Gorenja vas
- Hrastnik pri Trojanah
- Izlake
- Jablana
- Jarše
- Jelenk
- Jelševica
- Jesenovo
- Kandrše
- Kisovec

- Kolk
- Kolovrat
- Konjšica
- Kostrevnica
- Kotredež
- Log pri Mlinšah
- Loke pri Zagorju
- Mali Kum
- Medija
- Mlinše
- Mošenik
- Orehovica
- Osredek
- Padež
- Podkraj pri Zagorju
- Podkum
- Podlipovica
- Polšina
- Potoška vas
- Požarje
- Prapreče
- Ravenska vas, Ravne pri Mlinšah
- Razbor pri Čemšeniku, Razpotje
- Rodež

- Rove
- Rovišče
- Rtiče
- Ržiše
- Selo pri Zagorju
- Senožeti
- Sopota
- Šemnik
- Šentgotard
- Šentlambert
- Šklendrovec
- Tirna
- Vidrga
- Vine
- Vrh pri Mlinšah
- Vrh
- Vrhe
- Zabava
- Zabreznik
- Zagorje ob Savi
- Zavine
- Zgornji Prhovec
- Znojile
- Žvarulje

Hrastnik · Trbovlje · Zagorje ob Savi